# Palaemonetes vulgaris
Palaemonetes vulgaris är en kräftdjursart som först beskrevs av Thomas Say 1818.  Palaemonetes vulgaris ingår i släktet Palaemonetes och familjen Palaemonidae. Inga underarter finns listade i Catalogue of Life.